# Société française de neurologie
La Société de Neurologie de Paris a été créée en 1899 par dix-sept membres fondateurs, tous élèves de Charcot à l'exception de Dejerine. Elle tient sa première séance le 6 juillet 1899 sous la présidence d'Alix Joffroy.
Les fondateurs et premiers  membres sont: Charles Achard, Joseph Babinski, Gilbert Ballet, Édouard Brissaud, Jules Dejerine, Ernest Dupré, Georges Gilles de la Tourette, Albert Gombault, Alix Joffroy, Maurice Klippel, Pierre Marie, Henry Meige, Henri Parinaud, Émile Parmentier, Fulgence Raymond, Paul Richer et Achille Souques.
Elle devient Société française de neurologie en 1949 et constitue une association reconnue d'utilité publique depuis 1921.[pas clair]
Elle est partenaire des Journées de neurologie de langue française, association avec laquelle elle promeut les rencontres de neurologues français par des congrès dans les villes universitaires.
Elle est l'éditeur de la Lettre de la Société française de Neurologie et de la Revue neurologique (Paris).
Yvonne Sorrel-Dejerine est secrétaire de la Société Française de Neurologie pendant une longue période.